# Шаролапова, Нина Владимировна
Нина Владимировна Шаролапова (укр. Ніна Володимирівна Шаролапова; 1 марта 1949, Пенза, РСФСР, СССР — 28 декабря 2024, Киев, Украина) — советская и украинская актриса театра и кино, педагог. Народная артистка Украины (2000).

## Биография
Родилась 1 марта 1949 года в Пензе. Рано потеряла родителей: мама умерла во время родов, а через год от туберкулеза скончался отец. Воспитывалась в детдоме в Свердловске. С 14 лет начала работать на часовом заводе.
В 1973 году окончила московское Высшее театральное училище им. М. Щепкина.
С 1973 по 1974 год работала в московском академическом Малом театре СССР.
С 1974 по 1994 год — актриса киевского академического Театра русской драмы им. Л. Украинки.
С 1994 года работала в антрепризе.
В кино начала сниматься с 1971 года. В фильмографии актрисы 39 проектов. Наиболее известные ленты с ее участием — «Старая крепость» (1973), «Карусель» (1983), «Как молоды мы были» (1985), «Телохранитель» (1991), «Ниагара» (1991), «Имитатор» (1990), «Миленький ты мой...» (1992), «Остров любви» (1995—1996), «За двумя зайцами» (2003), «В Париж!» (2009).
Лауреат приза за лучшую женскую второго плана кинофестиваля «Стожары» за фильм «Святое семейство» (1997).
Профессор режиссёрского факультета Киевского национального университета культуры и искусств.
Скончалась 28 декабря 2024 года в Киеве на 76-м году жизни. Похоронена 30 декабря 2024 года.

## Семья
В 1970—1972 годах была в серьезных романтических отношениях с драматургом Александром Вампиловым.
Детей нет.

## Роли в театре
- — «Лес», Н.Островский, Малый театр
- — «Власть тьмы», по пьесе Л. Толстого, реж. Борис Эрин
- — «Интервью в Буэнос-Айресе», Г.Боровик
- — «Добряки», по пьесе Леонида Зорина
- — Наина — «Руслан и Людмила»
- — Служанка — «Кровавая свадьба» Ф. Г. Лорка
- — «Молодая хозяйка Нискавуори», по пьесе Хеллы Вуолийоки
- 1975 — «Вечерний свет», по пьесе А. Арбузова
- 1978 — «Хозяйка», по пьесе М. Гараевой
- 1985 — «Рядовые», по пьесе А. Дударева
- 1986 — «Мамаша Кураж и её дети», по пьесе Б. Брехта
- 1987 — «Уроки музыки», по пьесам Л. Петрушевской, реж. Роман Виктюк
- 1987 — Люлю — «Священные чудовища», по пьесе Ж. Кокто, реж. Роман Виктюк
- 1997 — «Бульвар Сан-Сет», по пьесе Чарльза Брекета, Билли Уайльдера и М. Маршала-мл, реж. Роман Виктюк

## Фильмография
1. 1971 — Варька (короткометражный) — подруга Вари
2. 1973 — Старая крепость
3. 1973 — Город у моря (6-7 серии) — эпизод
4. 1978 — Хозяйка (фильм-спектакль)
5. 1979 — Поездка через город (киноальманах) — продавщица зоомагазина (в титрах Н. Шаралапова)
6. 1979 — Любовь под псевдонимом
7. 1981 — Ночь коротка — Анжела
8. 1982 — Казачья застава — жена казака Федота Макеича
9. 1983 — Карусель — продавщица
10. 1985 — Мужчины есть мужчины — эпизод
11. 1985 — Кармелюк — эпизод
12. 1985 — Как молоды мы были — Мария
13. 1987 — Байка — Нина, продавец сельпо
14. 1988 — Работа над ошибками — завуч
15. 1989 — Войди в каждый дом
16. 1990 — Священные чудовища (фильм—спектакль)
17. 1990 — Имитатор — уборщица
18. 1990 — Ивин А.
19. 1991 — Телохранитель — дочь политического деятеля
20. 1991 — Ниагара — Нонна Ивановна, соседка Ларисы
21. 1992 — Цена головы — горничная
22. 1992 — Миленький ты мой… — Софья Николаевна, соседка Никитина
23. 1992 — Игра всерьёз — эпизод
24. 1992 — В той области небес… — продавщица в сельмаге
25. 1993 — Вперёд, за сокровищами гетмана! — эпизод
26. 1995 — Остров любви. 6-й фильм Дияволиця  — жена профессора
27. 1997 — Страсть — кухарка
28. 1997 — Седьмой маршрут — Нина Павловна Шанс
29. 1997 — Святое семейство
30. 1999 — Аве Мария
31. 2001 — Ботинки из Америки
32. 2004 — Легенда о Кащее или В поисках тридесятого царства — Лихо-девка
33. 2004 — За двумя зайцами — Людмила Коровяк, мать Тони
34. 2006 — Приключения Верки Сердючки — Ася Карповна, проводница
35. 2006 — Осторожно, блондинки! — Зоя, костюмер
36. 2006 — Дедушка моей мечты — 2 — клиентка
37. 2007 — Охламон — Илона Сигизмундовна
38. 2008 — Гений пустого места — Валентина Васильевна, домоуправ
39. 2009 — В Париж! — продавщица ограбленного магазина

## Студенты Н. В. Шаролаповой
- Алан Бадоев — украинский режиссёр и клипмейкер
- Денис Ржавский — глава Украинской Кино-Ассоциации, режиссёр
- Сергей Озерянский — украинский режиссёр и клипмейкер
- Виктория Варлей — украинская актриса театра и кино
- Синельников Евгений — украинский режиссёр и телеведущий
- Авксентьев Дмитрий — украинский электронный музыкант и режиссёр